# مسائل هیلبرت

پرتره دیوید هیلبرت در دهه ۱۹۰۰، توسط هنرمند آنا گوربان.

مسائل هیلبرت شامل بیست و سه سؤال ریاضی است که در سال ۱۹۰۰ توسط ریاضی‌دان آلمانی، دیوید هیلبرت منتشر شد. مسائل همگی در آن زمان حل نشده بودند و بعضی از آن‌ها هنوز هم حل نشده‌اند. این مسائل تأثیر بسزایی بر ریاضیات قرن بیستم گذاشتند. هیلبرت ۱۰ تا از این سؤالات (۱ ،۲ ،۶ ،۷ ،۸ ،۱۳ ،۱۶ ،۱۹ ،۲۱ و ۲۲) را در کنگره جهانی ریاضیدانان، در هشتم اوت در سوربن پاریس ارائه کرد. لیست کاملی از ۲۳ سؤال بعدها در مجلهٔ انجمن ریاضی آمریکا عمدتاً با ترجمهٔ انگلیسی ماری فرانسیس وینستون نیوسون آمد.

## طبیعت و اثر مسائل
مسائل هیلبرت از لحاظ محتوا و دقت متفاوت هستند. بعضی از آن‌ها مانند سؤال سوم (احتمالاً راحت‌ترین سؤال برای درک توسط غیرمتخصص‌ها و اولین سؤال حل شده از بین مسائل) یا سؤال مشهور هشتم (فرضیهٔ ریمان)، به اندازه‌ای دقیق تعریف شده‌اند که جوابی روشن برای رد یا قبولشان وجود دارد. مسائل دیگری (مانند مسئلهٔ ۵) وجود دارند که متخصصان به تفسیری واحد از مسئله رسیده‌اند و پاسخی نیز برای آن تفسیر ارائه شده ولی به نظر می‌رسد هنوز بخشی از مسئله که شاید مورد نظر هیلبرت نیز بوده بدون حل باقی‌مانده‌است. گاهی بیان هیلبرت به اندازه‌ای دقیق نیست که مسئله مشخصی را مشخص کند ولی باعث تعریف مسائل مشخصی در حیطهٔ مورد نظر شده‌است. برای مثال بسیاری از دانشمندان حوزهٔ نظریهٔ اعداد احتمالاً سؤال ۹ام را اشاره‌ای به تناظر لنگلندز به نمایندگی از گروه گالوایی مطلق یک میدان عددی می‌دانند. مسائل دیگری (مانند مسئله ۱۱ام و ۱۶ام) مورد توجه رشته‌های فرعی در حال پیشرفت ریاضی مانند نظریه فرم‌های درجه‌دوم و خم‌های جبری حقیقی قرار گرفته‌اند.
مسائل ۶ام و ۴ام نه تنها هنوز حل نشده‌اند بلکه با توجه به استانداردهای جدید قابل حل نیستند. مسئلهٔ ششم، ساختاری اصول‌مند برای فیزیک می‌خواست، که با توجه به پیشرفت‌های قرن بیستم فیزیک (از جمله اینکه به عنوان شاخه‌ای مستقل از ریاضی شناخته شد) به نظر می‌رسد دیگر اهمیت زمان هیلبرت را ندارد. همچنین سؤال چهارم که ساختار هندسه را در نظر داشت به نظر می‌رسد که دیگر جواب قطعی ندارد.
بیست‌ویک مسئلهٔ دیگر همگی مورد توجه زیاد ریاضی‌دانان قرار گرفتند و کار روی آن‌ها اهمیت زیادی داشت به گونه‌ای که پل کوهن برای کارش روی مسئلهٔ اول در سال ۱۹۶۶ و یوری ماتیاسویچ برای ارائهٔ پاسخ منفی سؤال دهم (ادامهٔ کار مارتین دیویس، هیلاری پاتنم، جولیا رابینسون) در سال ۱۹۷۰ مدال فیلدز گرفتند، و اثبات تقیض راه حل مسئلهٔ دهم در دههٔ ۱۹۷۰ توسط ماتیاسویچ نیز فیلدز را به خود اختصاص داد. جنبه‌های این مسائل همچنان یکی از مورد علاقه‌ترین زمینه‌های تحقیق امروزی است.

## ابهام
بعضی از مسائل هیلبرت به گونه‌ای عجیب یا حتی اذیت‌کننده برای هیلبرت حل شده‌اند. هیلبرت پیرو فرگه و راسل به دنبال تعریف منطقی با استفاده از دستگاه صوری، یعنی اثبات‌هایی متناهی از اصول موضوعهٔ پذیرفته‌شده، برای ریاضیات بود. یکی از مسائل هیلبرت (مسئلهٔ دوم) در واقع خواستار اثباتی متناهی برای استحکام اصول موضوعهٔ منطق است. به هر حال تئوری عدم کمال دوم گودل با دقت نشان می‌دهد که می‌توان ثابت کرد که چنین اثبات متناهی برای استحکام منطق غیرقابل ارائه است. هیلبرت ۱۲ سال بعد از گودل زندگی کرد ولی به نظر نمی‌رسد جواب رسمی به کارهای گودل نوشته باشد. بدون شک کارهای گودل بر روی کل ریاضیات (و نه تنها منطق) بسیار حائز اهمیت است هر چند که باعث حل شدن عجیب و شاید ناراحت‌کنندهٔ یکی از سؤالات هیلبرت شد.
مسئلهٔ دهم هیلبرت نمی‌پرسد که آیا الگوریتمی برای حل معادلهٔ دیوفانتی وجود دارد یا نه. بلکه ساختار چنین الگوریتمی را مورد نظر دارد. «ارائهٔ پروسه‌ای که با انجام متنهای عمل بتوان معین کرد که آیا یک معادله در اعداد گویا قابل حل است یا خیر.» حل این مسئله که نشان می‌داد چنین الگوریتمی وجود ندارد برای وی بسیار عجیب بود.
با توجه به نظر وی که هر مسئلهٔ ریاضی حتماً راه‌حلی دارد او این اجازه را داد که راهحل مسئله اثبات این باشد که حل مسئله اصلی امکان‌پذیر نیست. مشهور است که او بیان کرده مهم این است که آیا راه‌حلی وجود دارد یا نه؛ و او عقیده داشت که ما همواره می‌توانیم این نکته را بفهمیم؛ یعنی در ریاضیات گزارهٔ دارای ابهام (گزاره‌ای که هرگز ارزش درستی آن معلوم نشود) وجود ندارد. واضح نیست که آیا او پاسخ سؤال دهم را دارای ابهام تلقی کرده‌است یا نه: آنچه که ما اثبات نمی‌کنیم که مسئله پاسخ طبیعی ندارد بلکه تنها می‌توانیم بفهمیم که آیا مسئله در حالت کلی دارای جواب است یا خیر.
از سوی دیگر وضعیت مسئلهٔ اول و دوم پیچیده‌تر است. هیچ اتفاق نظر واضح ریاضی وجود ندارد که آیا نتایج گودل (در مورد سؤال دوم) یا گودل و کوهن (در مورد سؤال اول) جواب منفی قطعی به مسئله می‌دهند یا نه. از آنجایی که این راه‌حل‌ها به شکل خاصی از سؤال جواب می‌دهند و ممکن این شکل‌بندی تنها شکل بندی موجود برای این دو مسئله نباشد.

## مسئله بیست‌وچهارم
هیلبرت در واقع ۲۴ مسئله در لیستش آورده بود ولی از انتشار سؤال بیست‌وچهارم جلوگیری کرده بود. مسئله بیست‌وچهارم (ملاکی برای سادگی در نظریهٔ اثبات) توسط رودیگر تیله تاریخ‌دان آلمانی از دست‌نوشته‌های هیلبرت به دست آمد.

## دنباله
از سال ۱۹۰۰ ریاضیدانان و مراکز ریاضی لیست‌هایی از مسائل را منتشر می‌کردند ولی این لیست‌ها به اندازهٔ مسائل هیلبرت تأثیر نداشت و برای ریاضی‌دانان کار ایجاد نمی‌کرد!
یکی از موارد استثنای این لیست‌ها سه حدسی بودند که توسط آندره وِیل در اواخر دههٔ چهل میلادی ارائه شد (حدس‌های وِیل). حدس‌های ویل در زمینهٔ هندسهٔ جبری و نظریهٔ اعداد و ارتباط بین این دو بسیار مهم بودند. حدس اول توسط برنارد دیوُرک اثبات شد و اثباتی کاملاً متفاوت برای حدس اول و دوم توسط الکساندر گروتندیک با استفاده از همریختی مرتبهٔ اول ارائه شد. آخرین و عمیق‌ترین حدس وِیل توسط پییِر دلین! اثبات شد. هر دوی گروتندیک و دلین! مدال فیلدز گرفتند؛ ولی حدس‌های ویل در زمینهٔ خود به اندازهٔ یک سؤال هیلبرت اهمیت دارند و ویل هرگز آن‌ها را برنامه‌ای برای ریاضیات نخواند. این کمی طعنه‌آمیز است زیرا به اقرار بسیاری ویل ریاضی‌دان دهه‌های چهل و پنجاه میلادی بود که در شاخه‌های مختلف ریاضی نظری وارد شد و در گسترش آن‌ها اهمیت داشت و به بهترین نحو نقش هیلبرت را در آن برهه از زمان بازی کرد. پال اردوش به خاطر طرح صدها بلکه هزاران سؤال ریاضی مشهور است. بعضی از سؤالات وی عمیق هستند. اردوش برای مسائلش بسته به سختی پیش‌بینی شده‌اش جایزه‌ای در نظر می‌گرفت. پایان هزارهٔ دوم که مصادف با صدمین سالگرد انتشار مسائل هیلبرت بود زمان طبیعی مناسبی برای ارائهٔ مجموعهٔ جدید مسائل هیلبرت به‌شمار می‌رفت. چند تن از ریاضی‌دانان از جمله استیو اسمیل، برندهٔ مدال فیلدز درخواست ولادیمیر آرنولد را پذیرفت و لیستی شامل ۱۸ مسئله را پیشنهاد داد. جامعهٔ ریاضی اقبال چندانی به مسائل اسمیل نشان نداد و هنوز روشن نیست این مسائل چقدر مورد توجه ریاضی‌دانان قرار گیرند. حداقل در جریان اصلی جامعه متناظر مسائل هیلبرت برای قرن بیست‌ویکم لیستی از هفت مسئله جایزهٔ هزاره است که توسط مؤسسهٔ ریاضی کلِی در سال ۲۰۰۰ انتخاب شدند. برخلاف مسائل هیلبرت که جایزهٔ اصلی آن‌ها تحسین هیلبرت و جامعهٔ ریاضی بود، هر سؤال به اندازهٔ یک میلیون دلار جایزه دارد. مانند سؤالات هیلبرت یکی از مسائل جایزه هزاره (حدس پوانکاره) نیز تقریباً با فاصلهٔ اندکی از زمان انتشار حل شد.
حدس ریمان که هم در هر سه لیست هیلبرت، اسمیل و جایزهٔ هزاره -حتی شبیه هندسه‌ای آن در حدس‌های ویل- آمده‌است. از چنان اهمیتی برخوردار است که هنوز هم ریاضی‌دانان با آن درگیر هستند و بسیاری از متخصصین عقیده دارند که این مسئله تا قرن‌ها در لیست مسائل خواهد آمد. هیلبرت خود اعلام کرده: "اگر از یک خواب هزاران ساله بیدار شوم اولین سؤالم این خواهد بود که آیا حدس ریمان اثبات شده‌است؟"
در سال ۲۰۰۸ دارپا لیست ۲۳تایی خود از مسائل ریاضی را اعلام کرد و امید داشت که این لیست به پیشرفت‌های بزرگی در ریاضیات منجر شود. «در نتیجه توانایی‌های علمی و فنی دپارتمان دفاعی را تقویت می‌کند.»

## خلاصه
برای مسائل ۳، ۷، ۱۰، ۱۱، ۱۳، ۱۴، ۱۷، ۱۹، ۲۰و ۲۱ که به صورت واضحی فرموله شده‌اند، راه‌حل‌هایی پیدا شده‌اند که توسط اجتماع ریاضی قبول شده‌اند؛ ولی برای مسائل ۱، ۲، ۵، ۹، ۱۵، ۱۸+و ۲۲ راه‌حل‌هایی وجود دارد که مورد پذیرش بخشی قرار گرفته‌اند البته بحث‌هایی وجود دارد که آیا آن راه‌حل‌ها مسائل را حل کرده‌اند یا نه.
علامت + در بالای ۱۸ برای این است که راه حل حدس کپلر یک اثبات به کمک کامپیوتر است. اشاره‌ای نامربوط و تا حدی بحث‌برانگیز به مسئلهٔ هیلبرت، به خاطر این که خواننده انسانی نمی‌تواند در زمانی منطقی اثباتی برای آن بیابد.
سؤالات ۱۶، ۸ (حدس ریمان) و ۱۲ حل نشده‌اند. در این طبقه‌بندی سؤالات ۴، ۱۶ و ۲۳ به اندازه‌ای مبهم هستند که حل شده محسوب می‌شوند. مسئلهٔ ۲۴ که بعداً ارائه شد نیز در این دسته قرار می‌گیرد. سؤال ۶ نیز بیشتر سؤالی فیزیکی محسوب می‌شود تا ریاضی.

## مسائل هیلبرت
۲۳ مسئلهٔ هیلبرت به شرح زیر است:
| مسئله      | توضیح مختصر                                                                                            | وضعیت | سال حل            |
| ---------- | --- | --- | ----------------- |
| اول        | مسئله کانتور برای عدد کاردینال پیوستار                                                                 | حل شد. اثبات شده که غیرممکن است که با استفاده از نظریهٔ مجموعهٔ زرملو-فرانکل با یا بدون استفاده از اصل انتخاب ثابت شود. | ۱۹۶۳              |
| دوم        | سازگاری اصول موضوعهٔ حساب                                                                               | به اجماعی رسیده نشده که نتایج گودل و گنتزن راه‌حلی برای مسئله ارائه می‌دهند (همان‌طور که توسط هیلبرت اشاره شده بود) نظریهٔ دوم ناتمامیت گودل که در سال ۱۹۳۱ اثبات شده بود نشان داد که اثباتی برای ثبات آن به وسیلهٔ محاسبات به تنهایی وجود ندارد. | ۱۹۳۶؟             |
| سوم        | امکان تبدیل دو چندوجهی هم حجم به یکدیگر به وسیله تقسیم آنها به چندوجهی‌های کوچکتر و بازچینی آنها        | حل شده. نتیجه: خیر. اثبات شده به وسیلهٔ ناوردای دن | ۱۹۰۰              |
| چهارم      | مسئله خط مستقیم با کوتاهترین فاصله بین دو نقطه                                                         | مبهم‌تر از آن که به عنوان حل شده یا حل نشده در نظر گرفته شود | –                 |
| پنجم       | مفهوم لی (Lie) از گروه‌های پیوسته از تبدیلات بدون فرض مشتق پذیری توابع تعریف کنندهٔ گروه‌ها               | حل شده توسط اندرو گلیسون، وابسته به این‌که مسئلهٔ اصلی چطور تفسیر شود. اگر به عنوان معادل حدس هیلبرت-اسمیث در نظر گرفته شود. هنوز حل نشده‌است                                                                                                   | ۱۹۵۳؟             |
| ششم        | ارائه ساختار اصل موضوعی ریاضیات برای فیزیک                                                             | حل نشده‌است. | –                 |
| هفتم       | گنگ و متعالی بودن اعدادی معین                                                                          | حل شده‌است. نتیجه: بله، به وسیلهٔ تئوری گلفوند یا گلفوند-شنیدر نشان داده می‌شود. | ۱۹۳۵              |
| هشتم       | مسئله اعداد اول، توزیع اعداد اول و حدس ریمان                                                           | حل نشده‌است. | –                 |
| نهم        | اثبات کلی‌ترین اصل تقابل در هر میدان                                                                    | تا حدی حل شده‌است | –                 |
| دهم        | آیا یک الگوریتم برای تعیین حل پذیری معادلات دیوفانتی وجود دارد.                                        | حل شده‌است. نتیجه: غیرممکن، تئوری ماتیانسویچ نتیجه می‌دهد که چنین الگوریتمی موجود نیست. | ۱۹۷۰              |
| یازدهم     | ارائهٔ یک نظریه برای فرم‌های درجه دوم با ضرایب عددی جبری                                                 | تا حدی حل شده‌است. | –                 |
| دوازدهم    | تعمیم قضیهٔ کرونکر برای میدان‌های آبلی به هر ساختار جبری گویا                                            | حل نشده‌است. | –                 |
| سیزدهم     | ناممکن بودن حل معادلات کلی درجه ۷ توسط توابعی تنها از دو متغیر                                         | مسئله تا حدی توسط ولادمیر آرنود بر مبنای کاری توسط آندری کلمگرو حل شده ه است. | ۱۹۵۷              |
| چهاردهم    | اثبات متناهی بودن دستگاه‌های کامل و مشخص از توابع                                                       | حل شده‌است. نتیجه: خیر، مثال نقض توسط ماسایوشی ناگاتا ارائه شده‌است. | ۱۹۵۹              |
| پانزدهم    | ارائهٔ مبانی دقیق از حساب شمارش شوبرت (Schubert)                                                        | تا حدی حل شده‌است . | –                 |
| شانزدهم    | مسئله توپولوژی منحنی‌ها و رویه‌های جبری و تعیین کرانی برای تعداد سیکل‌های حدی دستگاه‌های چندجمله‌ای در صفحه | حل نشده‌است. | –                 |
| هفدهم      | نمایش فرم‌های مشخص توسط مربع جملات                                                                      | حل شده‌است. نتیجه: , توسط امیل آرتین. یک سقف بالایی برای تعداد جملات مربع لازم است. | ۱۹۲۷              |
| هجدهم      | ساختن فضاهای اقلیدسی با تعداد متناهی گروه‌های چند وجهی                                                  | (a) حل شده‌است. نتیجه: بله (توسط کارل رین‌هارت). (b) به صورت گسترده معتقدند که حل شده‌است، اثبات به وسیلهٔ رایانه (توسط توکاس کالیستر هالس). | (a) ۱۹۲۸ (b) ۱۹۹۸ |
| نوزدهم     | آیا جواب‌های مسائل منظم در حساب تغییرات لزوماً تحلیلی اند؟                                               | حل شده‌است. نتیجه: بله، اثبات توسط اینو جورجی و , به صورت مستقل و با استفاده از روش‌های مختلف توسط، جان فوربز نش. | ۱۹۵۷              |
| بیستم      | ارائهٔ یک نظریهٔ کلی برای مسائل شرط مرزی                                                                 | حل شده‌است. یکی از موضوعات قابل توجه تحقیق در قرن بیستم، که در تعدد جواب به اوج خود رسیده‌است. برای حالات غیر خطی. | ?                 |
| بیست و یکم | اثبات وجود معادلات دیفرانسیل خطی با گروه مونودرامی از پیش تعیین شده                                    | حل شده‌است. نتیجه: آری یا نه، وابسته به فرمول‌بندی دقیق مسئله. | ?                 |
| بیست‌ودوم   | یکنواخت سازی روابط تحلیلی توسط توابع اتومورفیک                                                         | حل شده‌است. | ?                 |
| بیست‌وسوم   | توسعهٔ بیشتر روش‌های حساب تغییرات.                                                                       | حل نشده‌است. | –                 |